# Kazimierz Marian Morawski
Kazimierz Marian Dzierżykraj-Morawski herbu własnego, ps. Acer, Keryks, Linkeus, Mordax (ur. 26 stycznia 1884 w Krakowie, zm. 25 października 1944 w Jędrzejowie) – polski historyk, eseista, działacz i teoretyk konserwatyzmu, monarchista, masonoznawca.

## Życiorys
Syn Kazimierza Morawskiego i Heleny, córki Władysława Wężyka. Autor m.in.  książki „Studia i szkice z ery Sasów i Stanisławów” (1935), w której za namową prymasa Hlonda przedstawił pogląd o inspiratorskiej roli masonerii w rozbiorach Polski. Inicjator zwołania w 1938 w Warszawie Zjazdu Prasy Polskiej, podczas którego utworzono Agencję Antymasońską.